# Белихов, Николай Васильевич
Николай Васильевич Белихов (1859—1914) — генерал-майор русской императорской армии.

## Биография
Родился 14 (26) апреля 1859 года в семье штабс-капитана, дворянина г. Конотоп Черниговской губернии, Василия Прокофьевича Белихова.
Учился в Нижегородской военной гимназии графа Аракчеева, а затем — в 1-м военном Павловском училище; в службу вступил 11 августа 1876 года. В 1877 году был произведён в юнкера унтер-офицерского звания, а через год выпущен прапорщиком. Был определён в 35-ю артиллерийскую бригаду, с которой участвовал в русско-турецкой войне 1877—1878 гг; подпоручик с 20.12.1879, поручик с 18.12.1880; с 23.11.1888 — штабс-капитан. Был членом бригадного суда. С 25.07.1895 — капитан, с 11.11.1901 — подполковник. В 1901 году окончил Офицерскую артиллерийскую школу. В должности командира батареи участвовал в русско-японской войне; с 1.10.1904 за боевые заслуги — полковник. В 1905 году был награждён Золотым оружием. С конца 1907 года был командиром дивизиона.
За отличие был произведён 31 марта 1911 года в генерал-майоры и назначен командиром 48-й артиллерийской бригады. С 02.04.1913 — командир 10-й артиллерийской бригады.
Умер 26 июля 1914 года в московском военном госпитале имени Петра I от хронического воспаления лёгких.

## Награды
- орден Св. Анны 3-й ст. (1890);
- Св. Станислава 2-й ст. с мечами (1904);
- Золотое оружие (1905);
- Св. Владимира 3-й ст. (1908);
- Св. Станислава 1-й ст. (1913).

## Семья
Был женат на Варваре Петровне Микулиной (ум. 1913), с которой познакомился на одном из балов дворянства Рузского уезда, где в 1880 годах находился артиллерийский лагерь, где служил Н. В. Белихов. У них родилось 11 детей (8 дочерей и 3 сыновей, один из которых, Николай, умер во младенчестве).